# Шаповал Сергій Миколайович
Сергі́й Микола́йович Шапова́л — капітан Міністерства внутрішніх справ України, учасник російсько-української війни.
Кінцем 2014 — початком 2015-го брав участь у боях за Щастя. Станом на жовтень 2015 року — заступник командира батальйону «Золоті ворота».

## Нагороди
За особисту мужність, сумлінне та бездоганне служіння Українському народові, зразкове виконання військового обов'язку відзначений — нагороджений
- 10 жовтня 2015 року — орденом «За мужність» III ступеня.